# Giuseppe Angeli
Pour les articles homonymes, voir Angeli.
Giuseppe Angeli, né à Venise en 1712 et mort dans la même ville en 1798, est un peintre baroque italien, qui fut actif principalement à Venise.

## Biographie
En 1741, Giuseppe Angeli figure parmi les inscrits à la fraglia (guilde) des peintres ; sur le retro d'un tableau datant de 1745, il indique être le directeur de l'atelier de Giovanni Battista Piazzetta.
En 1756, il est désigné enseignant du nu auprès de l'Accademia de  Venise, dont il devient président en 1772.
Giuseppe Angeli est connu pour deux toiles dans l'église de San Stae à Venise et pour une série de fresques à la villa Widmann-Foscari près de Padoue.
Il a été influencé par Giovanni Battista Piazzetta.

## Œuvres
États-Unis
- Washington, National Gallery of Art : Élie enlevé au ciel sur un char de feu, vers 1740

Italie
- Venise :
  - Ca' Rezzonico :
    - Saint Jacques, 1745-1750
    - Saint Roch, 1745-1750
    - La communion de saint Philippe Neri

  - San Francesco della Vigna : Immaculée conception, 1760
  - Santa Maria Gloriosa dei Frari : Immaculée conception, 1765
  - Scuola Grande de San Rocco : Charité, Foi, Saint Roch en Gloire, vers 1754
  - Galeries de l'Académie de Venise
    -  la chatouille, (1745), Galeries de l'Académie de Venise [1]
    - La Vierge à l'Enfant entre saint Roch et saint Jean l'Évangéliste, (1768)[1]

Russie
- Saint-Pétersbourg, musée de l'Ermitage : Leçon d'astronomie, 1757-1759

Œuvres de Giuseppe Angeli
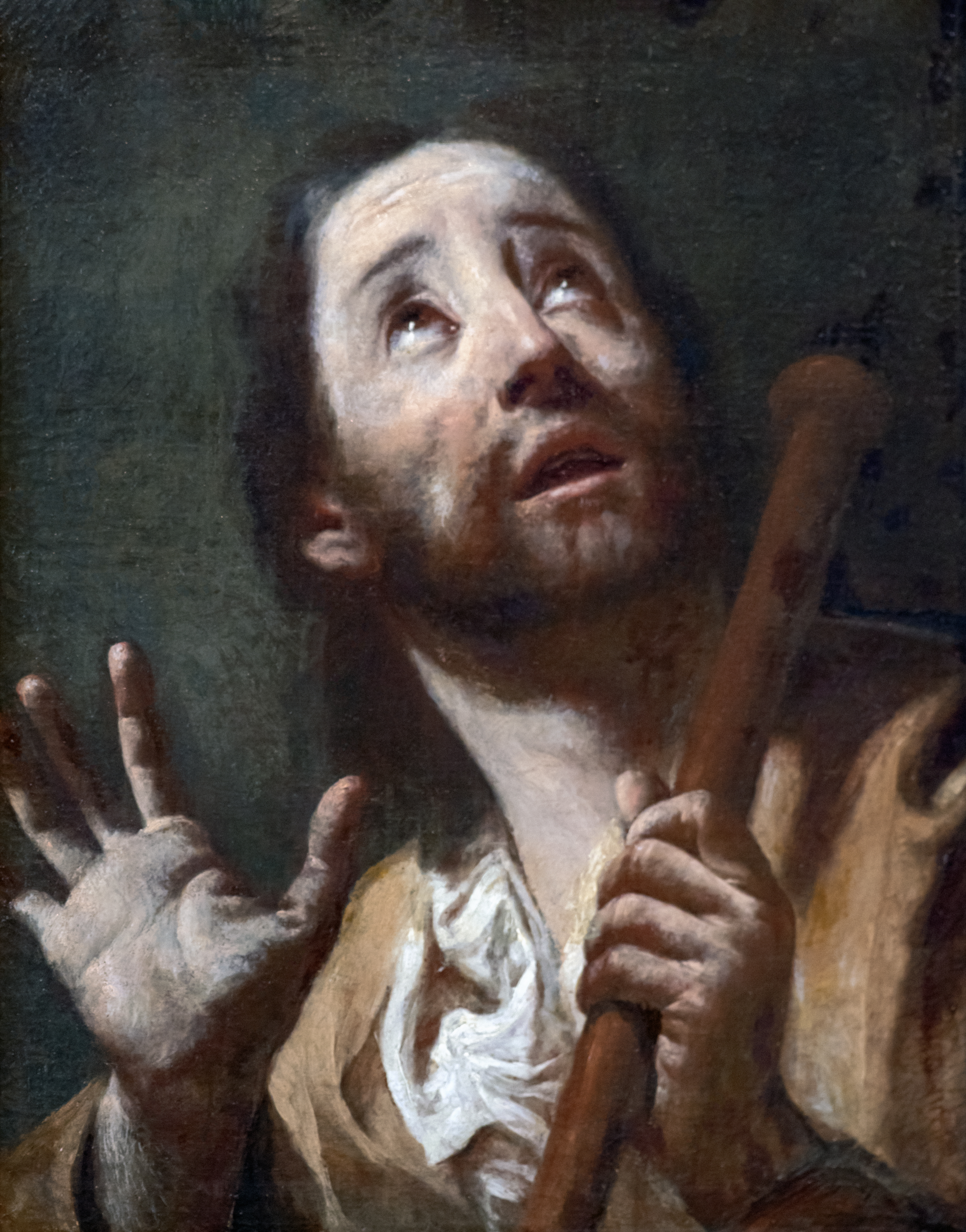
Saint Roch (1745-1750), Venise, Ca' Rezzonico
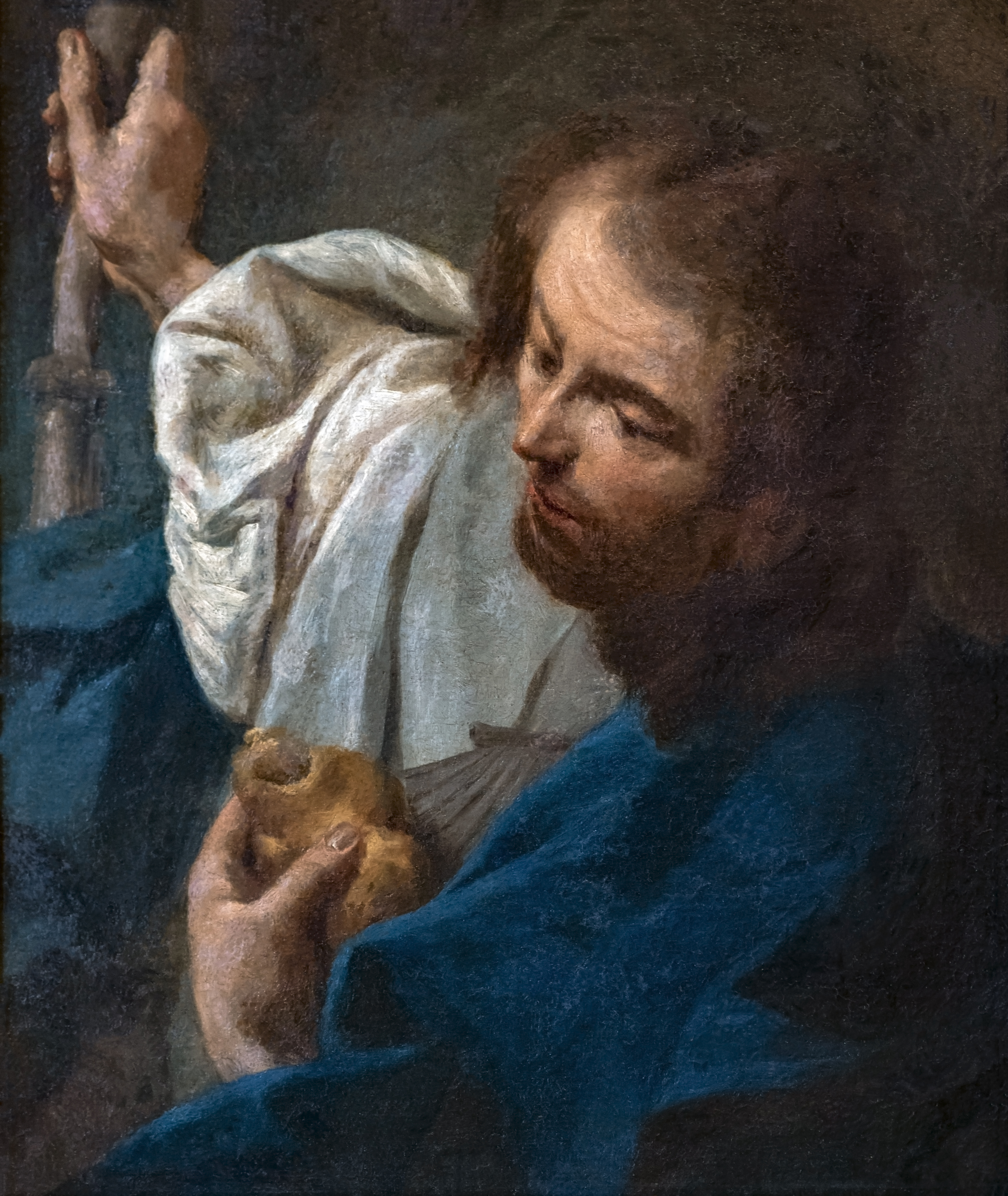
Saint Jacques le Majeur (1745-1750), Venise, Ca' Rezzonico
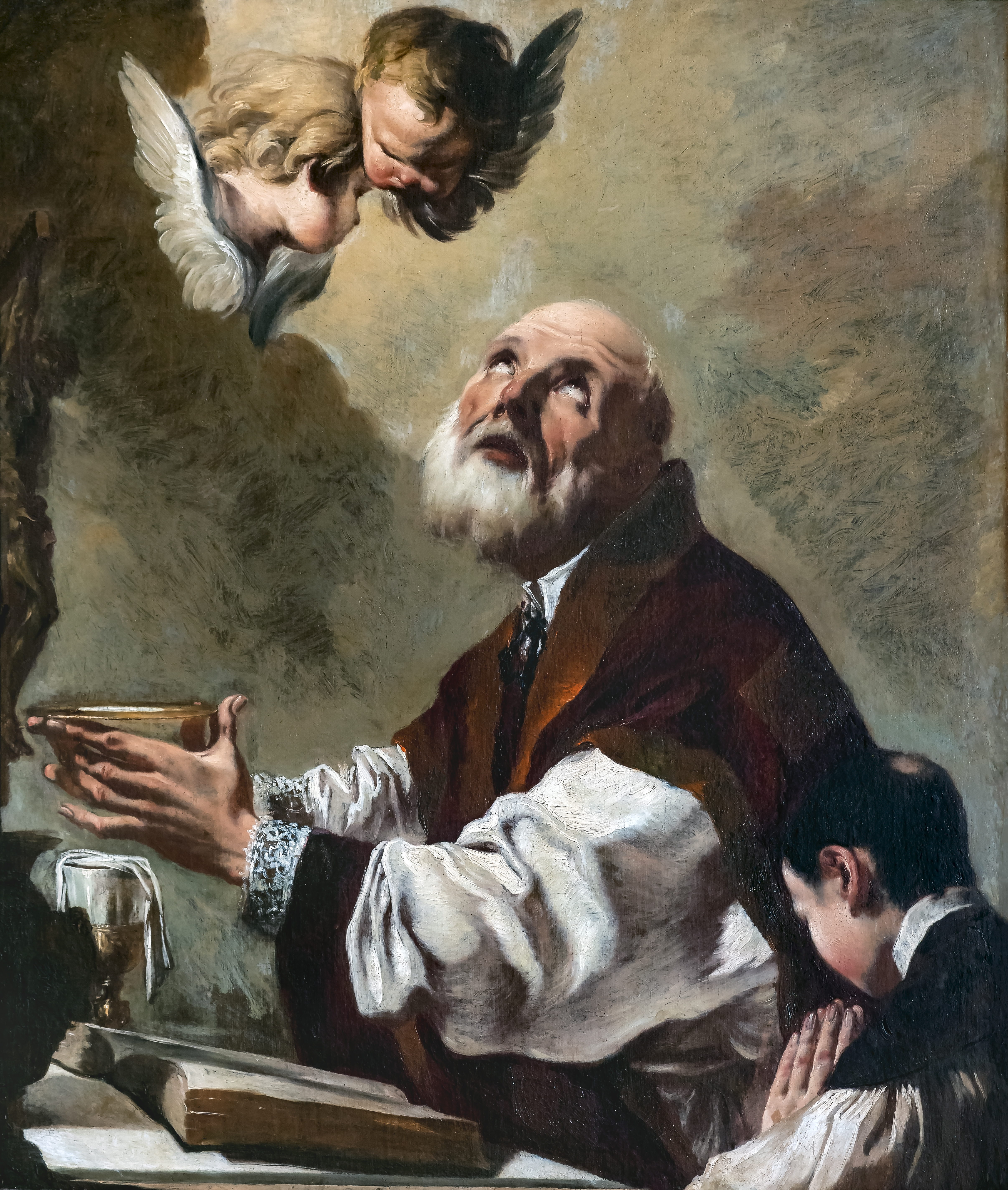
La communion de saint Philippe Neri, Venise, Ca' Rezzonico
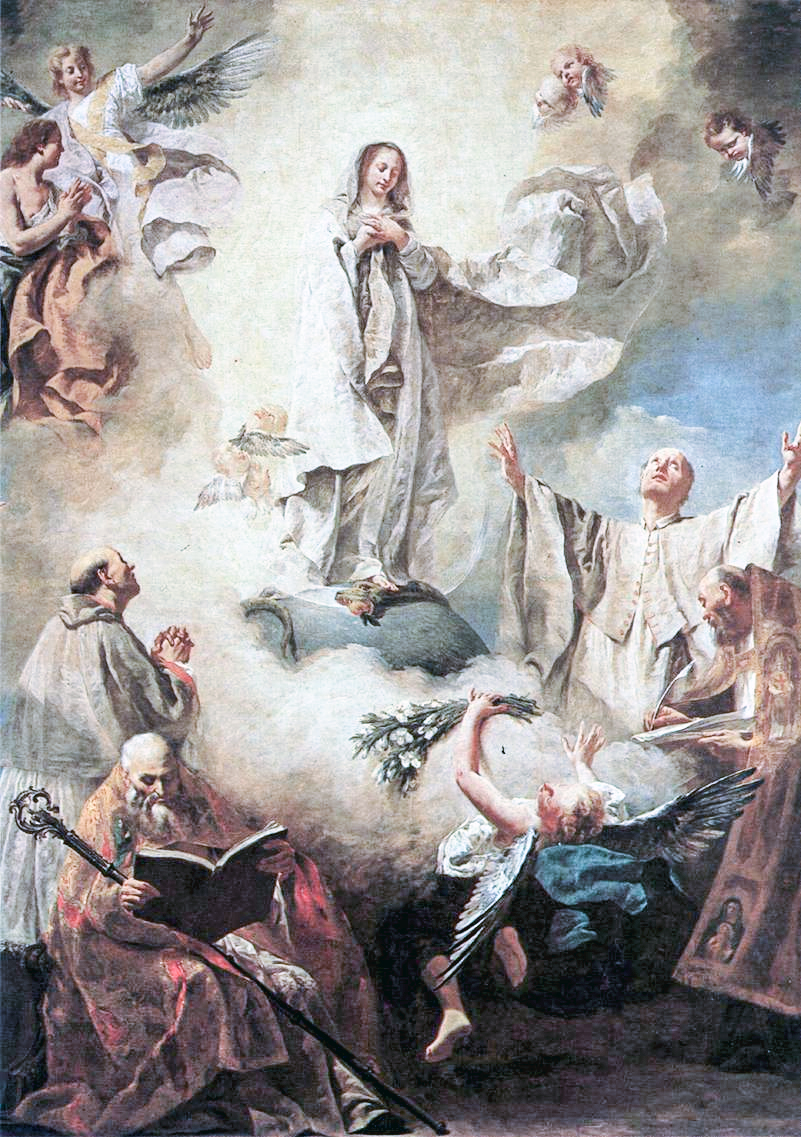
Immaculée Conception (1765), Venise, Santa Maria Gloriosa dei Frari
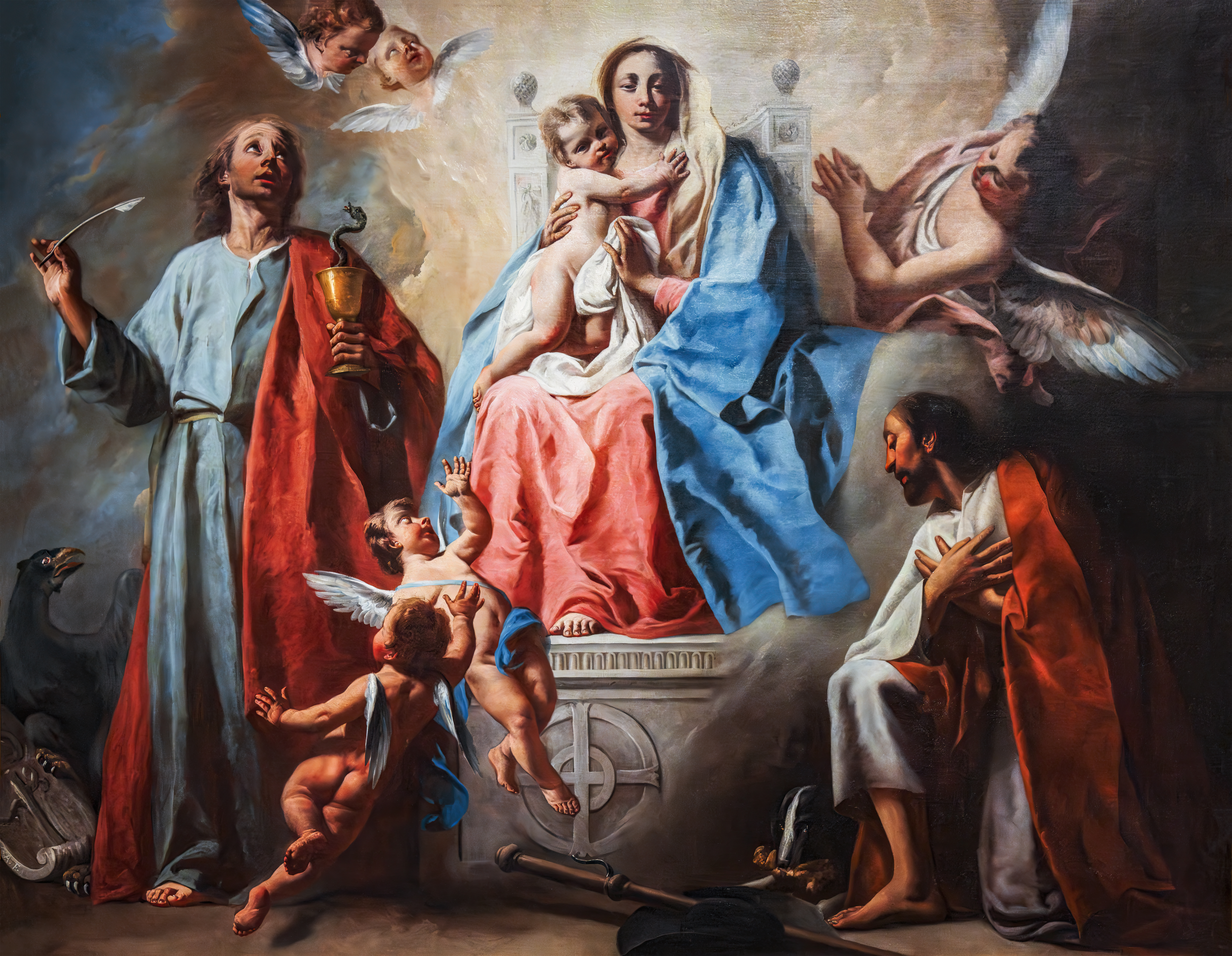
La Vierge à l'Enfant entre saint Roch et saint Jean l'Évangéliste, (1768), Galeries de l'Académie de Venise
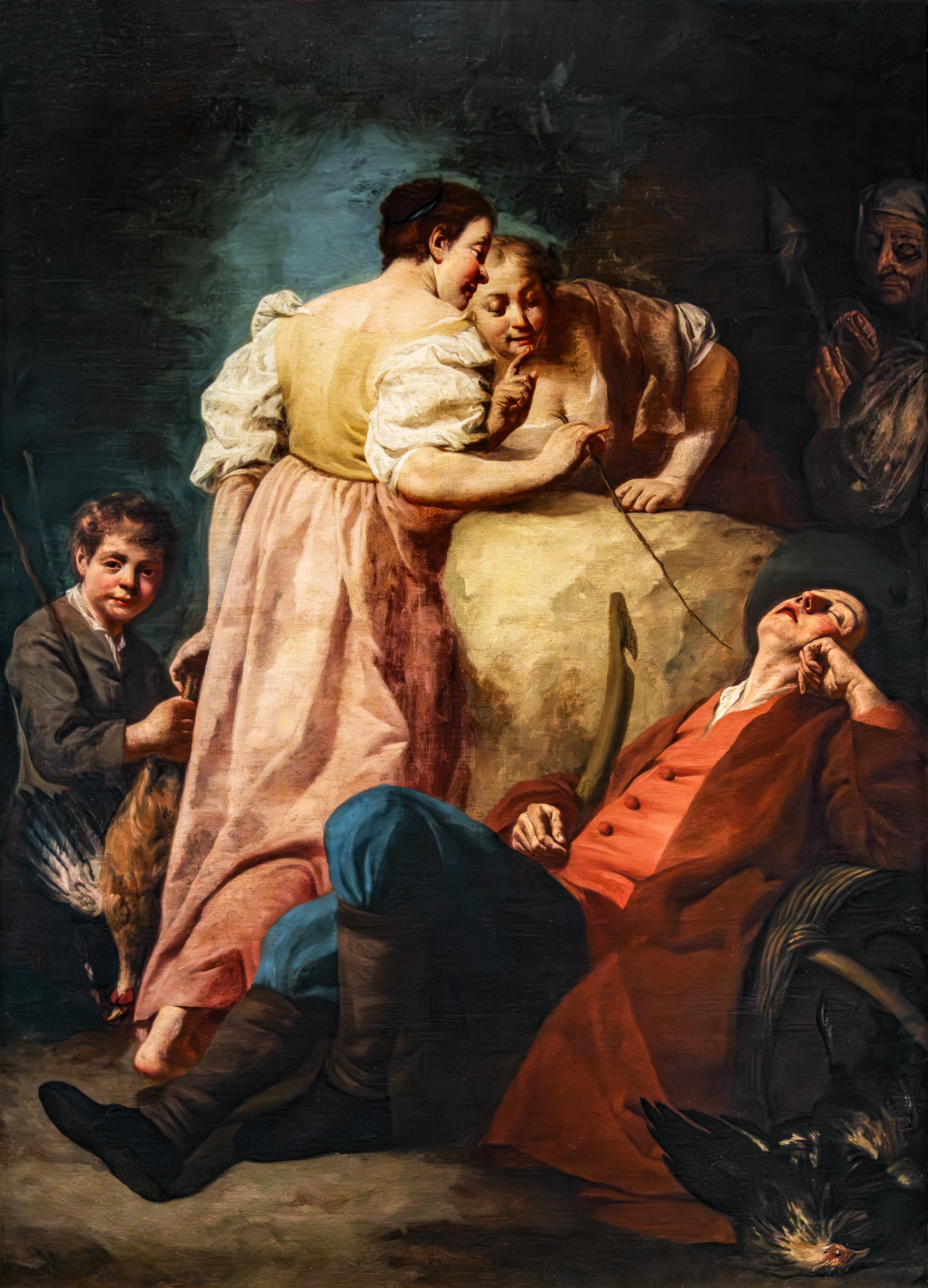
La chatouille (1745), Galeries de l'Académie de Venise

### Source
- (en) Cet article est partiellement ou en totalité issu de l’article de Wikipédia en anglais intitulé « Giuseppe Angeli » (voir la liste des auteurs)..